# Órgano en un chip

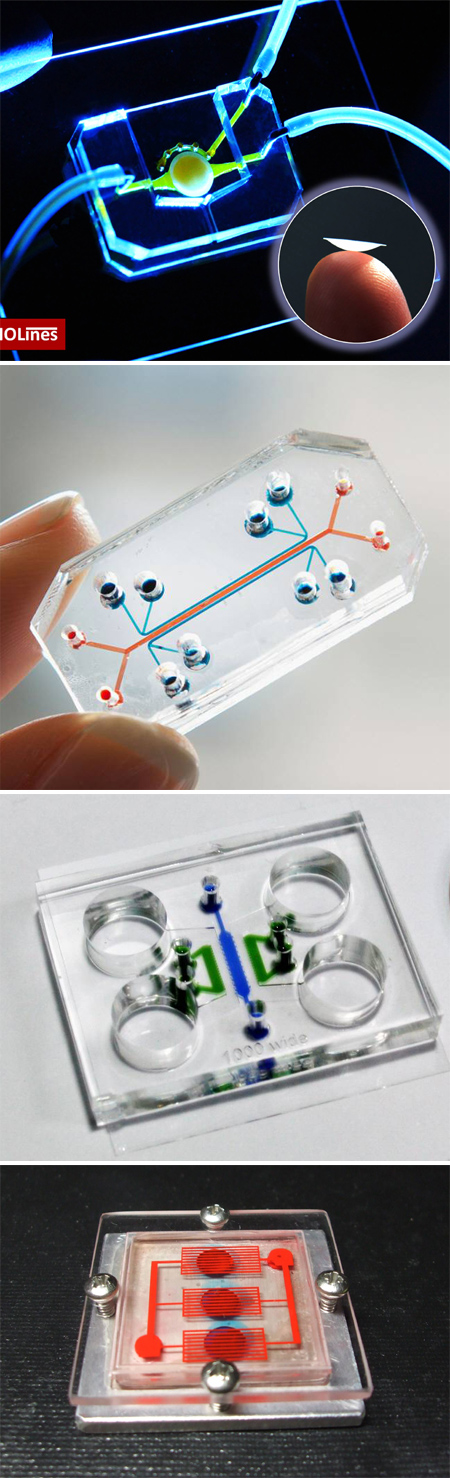
Algunos ejemplos de órganos en un chip.

Un órgano en un chip (OoC por sus siglas en inglés) es un sistema de cultivo celular que simula el microambiente y los aspectos funcionales clave de órganos vivos en una escala microscópica, usando principios de biomimetismo, microingeniería y tecnologías de microfluidos. Esta plataforma está diseñada principalmente para la manufactura y prueba de nuevos medicamentos como parte del descubrimiento de fármacos, aunque otro propósito es aportar un sustituto más rápido y menos costoso para la experimentación con animales, útil para estudios de toxicología y ensayos clínicos.
En abril del 2017, el Centro de Seguridad de Alimentos y Nutrición Aplicada (CFSAN por sus siglas en inglés), en los Estados Unidos, anunció que realizaría investigaciones para determinar si un riñón en un chip podía modelar con precisión las reacciones humanas a alimentos. En octubre del 2017, la Administración de Alimentos y Medicamentos anunció que realizaría investigaciones para incorporar la tecnología de órganos en un chip al proceso de aprobación de drogas en los Estados Unidos.

## Comparación con otros cultivos
Los órganos en un chip son distintos a los cultivos celulares bidimensionales, porque estos últimos no simulan el microambiente de las células dentro de un organismo, y tienden a perder su función diferenciada. También son distintos a los cultivos celulares tridimensionales a base de geles de matriz extracelular, porque estos no pueden simular las interfaces entre tejidos distintos, los gradientes químicos ni la actividad mecánica que está presente en todos los órganos.

## Tecnología
Se usan redes de canales microfluídicos para mimetizar la estructura del órgano, como los nefrones de los riñones. Generalmente, las superficies de los canales se tratan con materiales que simulen a la matriz extracelular, lo cual requiere de tecnología de ingeniería de tejidos, pero permite que las células se adhieran, esparzan y proliferen de un modo realista. Posteriormente, se aplica el flujo de un fluido que pueda generar fuerzas mecánicas que recapitulen las fuerzas experimentadas por las células en un ambiente humano. El diseño de este flujo hace uso de la microfluidica, lo cual permite la regulación exacta del fluido para reducir la turbulencia y crear una corriente laminar. Con esto, se permite la aparición de gradientes químicos que influencian la migración y diferenciación celulares, así como las interacciones entre células.

## Fabricación
La fabricación de órganos en un chip representa obstáculos en la escala microscópica y en la dificultad de recrear la estructura natural de los tejidos. Las arquitectura tisular ocupa un espacio tridimensional e incluye múltiples estructuras distintas, como la matriz extracelular y distintos tipos de células que interactúan entre sí.
Se pueden usar métodos como la fotolitografía suave y moldeado de réplica, que pueden generar microestructuras con una forma específica, permitiendo un mejor control de la distribución de los cultivos celulares. La técnica de impresión de microcontacto permite colocar proteínas de matriz extracelular sobre el dispositivo, permitiendo que ocurran interacciones intercelulares que preserven mejor la estructura y funcionamiento del tejido replicado. 
El polidimetilsiloxano, o PDMS, es uno de los materiales más frecuentemente usados. Es permeable a gases, transparente y flexible, todo lo cual es benéfico a sus aplicaciones en cultivos celulares. Sin embargo, es muy permeable a moléculas pequeñas y permite la difusión de vapor de agua, lo cual puede alterar los resultados de los experimentos. Otra de las ventajas del PDMS es su biocompatibilidad, gracias a esto su uso es recomendado en este tipo de desarrollos.
Una de las soluciones para el problema que representa la arquitectura complicada de los órganos en un chip es la impresión 3D con materiales biocompatibles y material vivo, a veces llamada bioimpresión 3D. Esta técnica permite el uso de polímeros biocompatibles, hidrogeles que simulen la matriz extracelular, y la deposición simultánea de varios tipos de células. También permite realizar la fabricación en un solo paso, combinando la construcción de la base y el sembrado de las células en un único proceso. Además, este método se puede adaptar para producir varios modelos de órganos en un chip. Sin embargo, los materiales usados en este método producen una transparencia óptica menor a la obtenida con la litografía con PDMS, más comúnmente utilizada.

## Pulmón en un chip
Uno de los primeros órganos en reproducirse en un chip fue el pulmón. En el 2010, Dongeun Huh, del Wyss Institute for Biologically Inspired Engineering at Harvard University, participó en un experimento que intentó replicar la interfaz entre los alveolos y los capilares sanguíneos, lugar donde se intercambia el oxígeno del aire respirado a las células del torrente sanguíneo. Esta interfaz fue identificada como la función esencial del pulmón. El dispositivo comprendía dos canales microfluídicos separados por una membrana porosa y flexible, fabricada usando PDMS recubierto con material análogo a la matriz extracelular. Se utilizó la técnica de litografía suave junto con métodos para marcar químicamente al PDMS. De un lado se cultivaron células epiteliales de alveolo, y del otro, células pulmonares microvasculares endoteliales. De este modo, un lado correspondía a las células de los alveolos y el otro a las células de los capilares. Cuando las células hubieron crecido hasta el volumen requerido, se introdujo aire al canal que tenía a las células de los alveolos, creando una interfaz aire-líquido que replicaría con precisión al microambiente de las células en el espacio intrapulmonar. Se introdujo un fluido que simularía a la sangre en el canal correspondiente a los endotelios vasculares. 
Las células pulmonares también se ven sometidas a fuerzas mecánicas. Durante el proceso de la inspiración, los alveolos se expanden y se estira el epitelio del alveolo y el endotelio microvascular. Durante la espiración, este proceso se invierte, contrayéndose los tejidos involucrados. Para simular esta dinámica, se colocaron dos cámaras de vacío flexibles a ambos lados de los canales con células. Al aplicarle vacío a estas cámaras, se comprimían, estirando lateralmente a la membrana flexible, junto con las células que se encontraban adheridas. Al disipar el vacío, la elasticidad de la membrana y las paredes de los canales regresaban al dispositivo a su estado relajado, produciendo un movimiento de contracción. Este proceso se repitió de manera cíclica, controlado por una computadora. De este modo, se simularon las características esenciales de las dinámicas físicas que se encuentran en los pulmones reales. 
Para validar la precisión con la que este dispositivo simula la función biológica de un pulmón humano, se evaluó el modo en el que respondía a inflamaciones o infecciones. 
La respuesta inflamatoria normalmente es un proceso complejo, incluyendo producción epitelial, liberación de citocinas activación del endotelio a través de la regulación de moléculas de adhesión de leucocitos, y el paso de los leucocitos al espacio alveolar. Dado que las citosinas se producen por células no incluidas en el dispositivo, se agregó al sustituto de sangre un facto proinflamatorio potente, TNF-α. Ante esto, se desató una cascada que eventualmente resultó en la migración de neutrófilos desde el canal capilar hasta el canal alveolar, como se esperaría en un pulmón real.
La infección se evaluó con el uso de bacterias Escherichia coli, que se agregaron al canal alveolar. Al cabo de unas horas, se activó el endotelio capilar y se capturaron neutrófilos, que nuevamente migraron hacia el canal alveolar. Una vez en la superficie, los neutrófilos se desplazaron hacia las bacterias y las consumieron. Esto también ocurrió como se esperaría en un pulmón real, sugiriendo que el dispositivo sí fue capaz de reproducir la respuesta inmune. Además, se probó que se puede usar para observar visualmente estos procesos, simplemente con el uso de microscopía, lo cual es complicado en otros sistemas similares. 
Además, los investigadores consideraron el valor que el pulmón en un chip podría tener como un sistema para aplicaciones toxicológicas, de ser utilizado para la evaluación de la respuesta pulmonar ante nanopartículas introducidas al canal alveolar, donde se depositarían las nanopartículas respiradas por un pulmón real. 

## Reemplazando pruebas en animales
El proceso moderno de descubrimiento de drogas depende en gran medida de la experimentación en animales. El año 2021, en España, se utilizaron un total de 1.289.315 animales, de los cuales 33.891 finalizaron los procedimientos sin recuperación. La información obtenida por pruebas en animales es utilizada para predecir el comportamiento de los posibles fármacos en el cuerpo humano, pero estas predicciones pueden ser falsas cuando no se considera apropiadamente las diferencias entre humanos y animales.
Dadas las imprecisiones de los modelos bidimensionales tradicionales, e incluso de cultivos tridimensionales que carezcan de simulaciones de interfaces entre tejidos o de fuerzas mecánicas, los órganos en un chip son una alternativa prometedora que podría llegar a sustituir el uso de animales con fines de desarrollo de fármacos, particularmente al incorporar varias simulaciones de órganos en un solo sistema.

## Sistemas multiorgánicos
Es posible crear sistemas que incorporen la mínima función de más de un órgano. Este tipo de sistemas pueden consistir en varios chips conectados en serie al mismo flujo de solución, cada uno simulando un órgano distinto.
Estos sistemas integrados permiten simular con mayor precisión las reacciones interconectadas que ocurren en el cuerpo humano, y pueden ser mejores predictores del funcionamiento de una droga. 
Se considera que este sistema aportaría una herramienta para detectar interacciones más complejas que las que ocurren en un solo órgano, ya que pueden emular respuestas sistémicas completas. Aunque este tipo de plataformas se ha utilizado en ocasiones para examinar el metabolismo de medicamentos, tiene un potencial para el estudio de toxicología ambiental. Además de reducir el costo, labor y el tiempo necesarios para estas investigaciones, sistemas de múltiples órganos en chip podrían aportar herramientas para observar aspectos que la tecnología moderna no permite, como los efectos de toxinas ambientales en el desarrollo de alergias.